# Chazeaux
Chazeaux település Franciaországban, Ardèche megyében. Lakosainak száma 134 fő (2022. január 1.). Chazeaux Ailhon, Chassiers, Lentillères, Prunet és Rocher községekkel határos.

## Népesség
A település népességének változása:
| Lakosok száma | 166  | 124  | 86   | 104  | 107  | 125  | 139  | 150  | 145  | 134  |
|               | 1968 | 1982 | 1990 | 2006 | 2013 | 2015 | 2017 | 2019 | 2020 | 2022 |